# Вильнав-д’Орнон
Вильнав-д'Орнон (фр. Villenave-d'Ornon) — муниципалитет во Франции, в регионе Новая Аквитания, департамент Жиронда. Население составляет 28 469 человек (2009).
Муниципалитет расположен на западном берегу реки Гаронна, в 510 км юго-западнее Парижа, 7 км к югу от Бордо.
Две винодельни коммуны, Château Couhins и Château Couhins-Lurton, включены в классификацию Грава (Cru Classé de Graves) как производители одних из лучших белых вин субрегиона Пессак-Леоньян.